# Historia del llanto
Historia del llanto es una novela del escritor argentino Alan Pauls, publicada por Anagrama a finales de 2007. En ella, el autor, narra la vida de un sensible lector adolescente y las relaciones con su padre y sus amigos durante la última dictadura militar de Argentina. El joven protagonista vive en un ambiente de clase media-alta y es muy colateralmente cómo intuye la violencia nefasta de esa época, pero de una forma insospechada descubrirá que sus vecinos y las personas más apegadas a él no son lo que parecen.